# 利奧茲諾區
利奧茲諾區是白俄羅斯北部維捷布斯克州的一個區，首府為利奧茲諾；面積1,417.63平方公里，2009年人口17,659人，人口密度每平方公里12.45人。

## 外部連結
- http://liozno.vitebsk-region.gov.by （页面存档备份，存于）
- Прыдзвінскі край — Лёзненскі раён （页面存档备份，存于）